# ریخته‌گری‌های برنزی پرمین

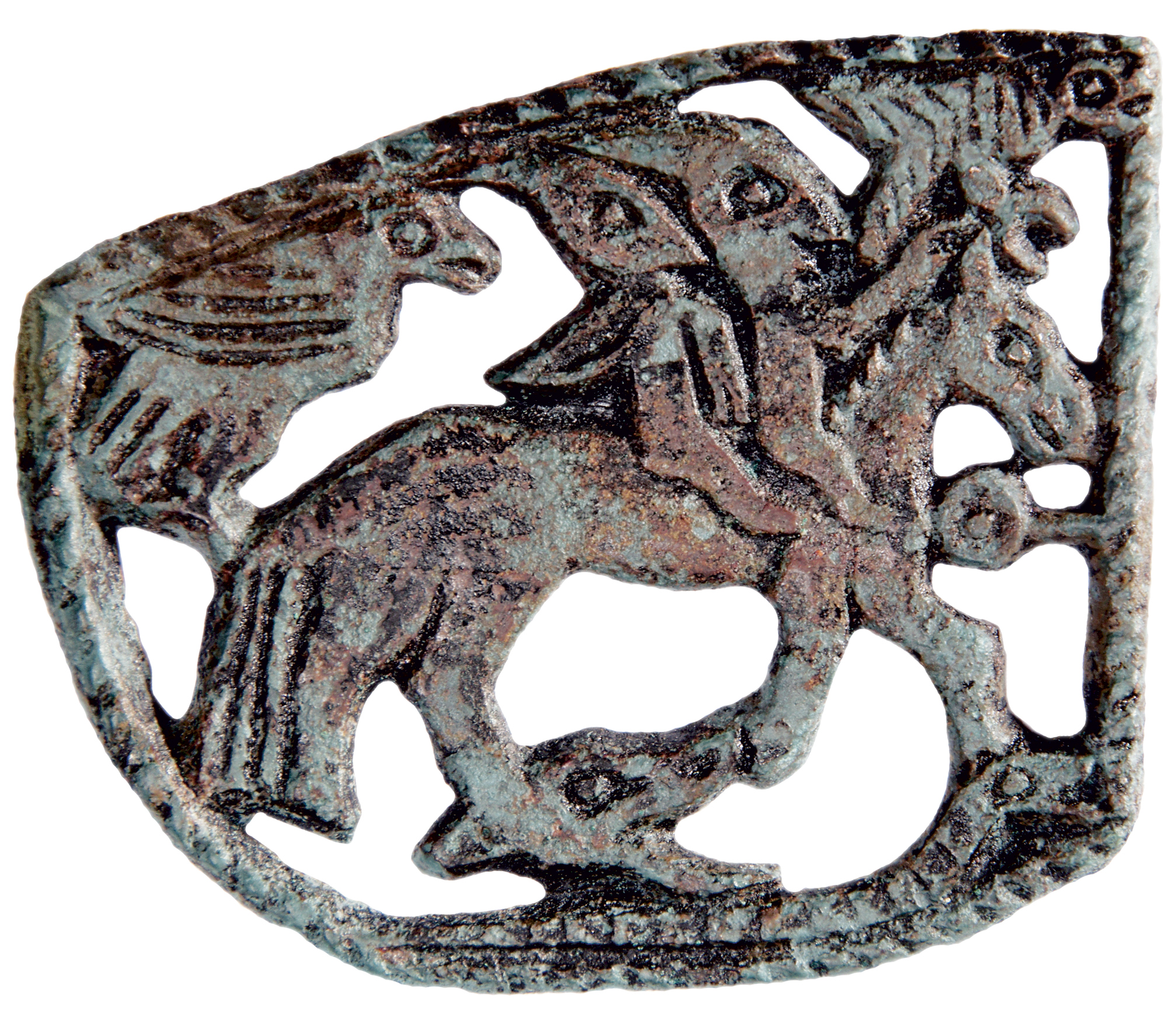
دو پیکر انسان‌نما سوار بر اسب. اسب بر روی مار ایستاده است. این گروه با پرندگان همراهی می‌شوند. جلوی اسب نشان خورشید قرار دارد. قرن دهم.

ریخته‌گری‌های برنزی پرمین - مجسمه‌های ریخته‌گری شده به سبک حیوانات پرمیک و سیبری غربی - شکل غالب هنر مجسمه‌سازی فینو-اوگری در قرون ۳ تا ۱۲ میلادی بودند. این هنر در سراسر منطقه وسیعی از جنگل‌های شمال شرقی اورال و سیبری غربی از حوضه‌های کاما و رود ویاتکا تا اوب گسترش یافته بود. در قرون وسطی، این سرزمین‌ها عمدتاً توسط قبایل اوگریایی، اجداد مجارها و اوب-اوگریایی‌های امروزی - خانتی‌ها و مردم مانسی‌ها - سکونت داشتند. سبک آنها به عنوان «سبک جانورسان پرمین» شناخته می‌شود.
اولین مجموعه‌های این آثار هنری و تحقیقات علمی آنها به پایان قرن نوزدهم برمی‌گردد. با وجود بیش از یک قرن تحقیق در این زمینه، سبک حیوانی پرم هنوز یکی از مرموزترین پدیده‌های فرهنگی اوراسیا است. این امر را می‌توان با فقدان سنت مکتوب سازندگان آن و فقدان شواهد تاریخی خارجی در مورد سازندگان تصاویر برنزی در دوران اوج سبک حیوانی توضیح داد. عصر طلایی متالورژی فرقه بلافاصله پس از دوره مهاجرت‌های بزرگ (قرن‌های ۴–۵ میلادی) آغاز شد و در دوران اورال و سیبری قرون وسطایی، قرن‌های ۶–۱۱ میلادی، ادامه یافت. مجموعه بزرگی توسط خانواده استروگانوف در پرم جمع‌آوری شد.
محققان به تأثیر سبک حیوانی سکایی-سرماتی بر توسعهٔ هنر نقاشی فرقه‌ای جنگل‌های شمال اشاره می‌کنند: صحنه‌های نبرد معروف حیوانات، ماکت عمودی جهان به شکل سه جهان - سه سطح پلاک‌ها و آیین الهه مادر بزرگ در هر دو سبک وجود دارد. اشیاء سبک حیوانی پرم شامل فلزکاری برنزی با استفاده از اشکال یک یا دو طرفه برای ریخته‌گری، کنده‌کاری‌های استخوانی و چوبی، حکاکی روی اشیاء فلزی و استخوانی است. چهره‌های به تصویر کشیده شده روی تصاویر عبارتند از گوزن، گوزن بارانی، خرس، حیوانات خزدار و انواع دیگر، اسب، پرندگان آبی و پرندگان شکاری مختلف، مارها، حشرات و تعدادی از «موجودات پیچیده» با طبیعت مختلط (هیبریدها)، موجودات جانورسان و نیمه‌انسان‌نمای مختلط؛ همچنین تعدادی تصویر از سوارکاران وجود دارد. داستان‌هایی که پلاک‌های به سبک حیوانی پرم روایت می‌کنند، متعدد و متنوع هستند. این اشیاء در گنجینه‌ها، در محل معابد، در میان اسکلت‌ها، در گورها، به عنوان بخشی از مجتمع‌های قربانی یا در محل کارگاه‌های متالورژی یافت می‌شوند. بیشتر مصنوعات برنزی به عنوان نمادهای فرقه‌ای برای آیین‌های مقدس استفاده می‌شدند.
تجسم مجسمه‌ای یک روح یا یک جد، نه برای او بنای یادبود است و نه مکانی که روح در آن ساکن است، بلکه خودِ الوهیت است. شمش‌های چوبی یا فلزی و ارواح یا ارواحی که در درون آنها پیله شده‌اند، واحدهای جدایی‌ناپذیری هستند، به طوری که مجسمه به یک قطعه الهی از چوب یا فلز تبدیل می‌شود. کاستا فردریک کارجالاینن از مفهوم خانتی «تونکس» برای توصیف ایده یکی از ارواح انسانی استفاده می‌کند. تصاویر برای "تونکس" ساخته شده‌اند. "پس از اینکه به یک تکه چوب شکل انسان داده شد یا پس از اینکه یک قالب قلع با شکل انسانی خاص سخت شد، مهم است که "تونکس" روحی که مجسمه را به تصویر می‌کشد، در آن منتقل یا ساکن شود و تنها پس از آن تصویر به "تونکس" تبدیل می‌شود که می‌توان به آن ادای احترام کرد." متخصصان معتقدند که برای ساخت مجسمه‌ها از مدل‌های چوبی واقعی استفاده می‌شد که با خون قربانی رنگ‌آمیزی یا مالیده می‌شدند.

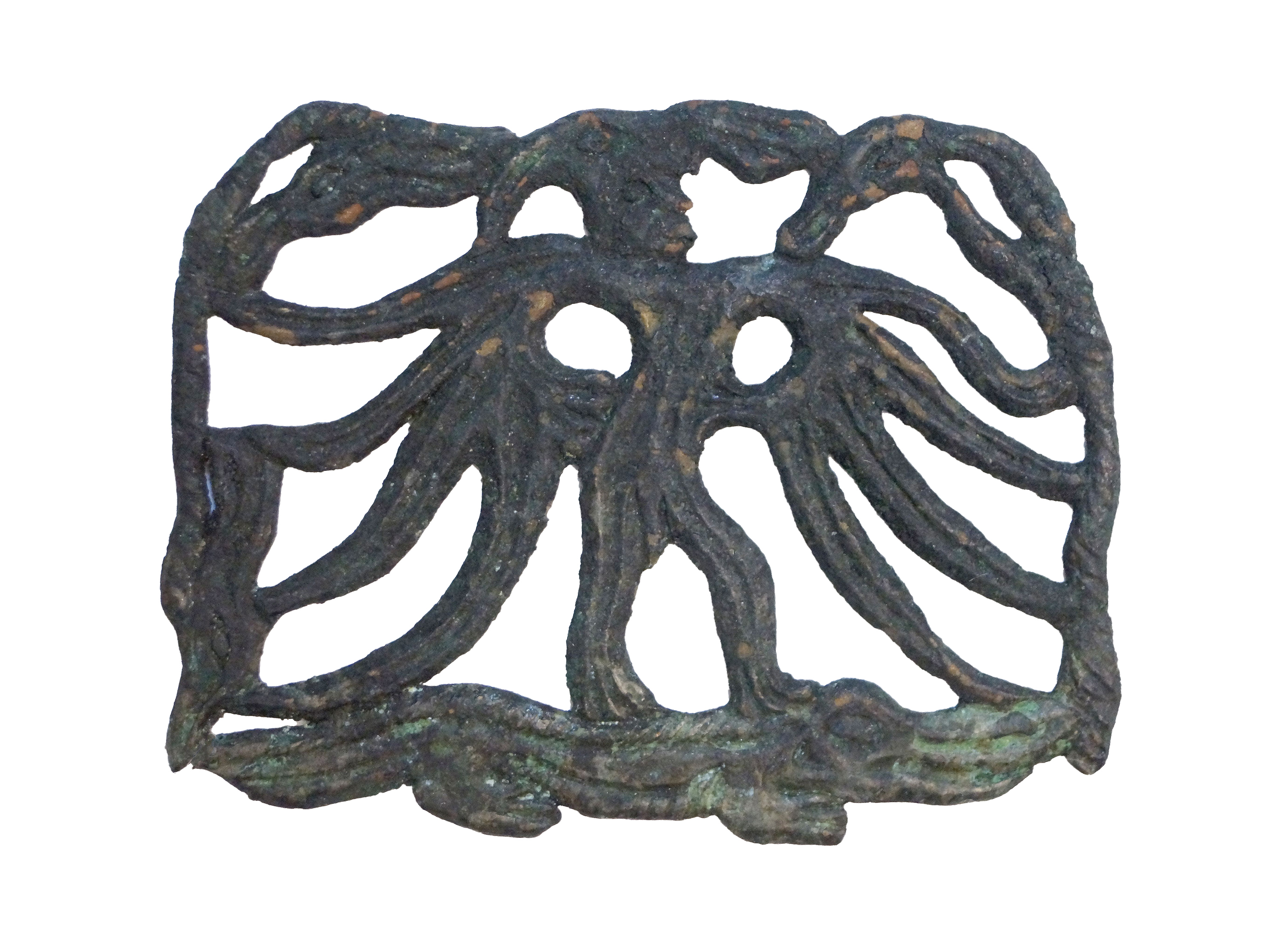
سبک حیوانی پرمین: مردی با سر گوزن بر روی مارمولک. قرن هشتم

مواد اولیه برای ریخته‌گری مس، ماسه‌سنگ‌های مسی کامای علیا بودند. آلیاژها عمدتاً شامل مس (تا ۸۶٪)، قلع (۱۰–۱۷٪)، گاهی اوقات روی (تا ۷٪) و آرسنیک بودند. در هزاره اول میلادی در کامای علیا، و همچنین در سایر مناطق شمال شرقی اروپا و منطقه اوب، مس‌های مورد استفاده سرشار از قلع و روی بودند.
اشیاء سبک حیوانی معمولاً بر اساس عملکرد و حوزه استفاده به دو گروه تقسیم می‌شوند. گروه اول اشیاء برنزی روباز پرم- پچورا با هدف پرستش هستند. اشیاء خاصی از این گروه دارای ترکیبی پیچیده، داستانی پیچیده در پشت خود و ساختاری چند سطحی هستند. رساترین ترکیبات هنری، ترکیبات کیهانی سه سطحی با یک الهه در مرکز هستند. سطح بالایی شامل سرهای گوزن‌ها، چهره‌های آسمانی و پرندگان روح مرتبط با جهان بالاتر موجودات آسمانی است، سطح میانی دنیای زمینی انسان‌ها و حیوانات است. حاکم جهان میانه یک الهه (الهه مادر) است که در مرکز به تصویر کشیده شده است و حیوانی که در پاهای او قرار دارد، به‌طور معمول یک حیوان ترکیبی است که از بخش‌هایی از حیوانات زمینی مختلف تشکیل شده است - این حیوان مرزهای جهان نامرئی تحتانی را مشخص می‌کند. مشخصه سبک حیوانی پرم، تصاویر مردمان گوزن و به‌طور دقیق‌تر، تصویر انسان-پرنده-گوزن است که در هیچ جای دیگری در قلمرو اوراسیا یافت نمی‌شود. گروه دوم، سبک حیوانی ترانسورال، غربی-سیبری است. بسیاری از مصنوعات کاربردی و تزئینی - تزئینات، از جمله تزئینات لباس - صفحات کمربند، سگک، گیره، دستبند با تصاویر جانورگونه، آویز، مهره، پومل، غلاف، سوزندان، گوش پاک کن، دستگاه تقطیر و شانه وجود دارد. داستان‌های اساطیری را می‌توان روی پلاک‌ها مشاهده کرد که «حیوانات پیچیده» - خرس‌های مختلط و حیوانات خزدار، روی آویزهای نقش‌دار به شکل پرندگان آبی، اسب‌ها، در تصاویر پرندگان شکاری روی پومل‌ها - را به تصویر می‌کشند.
بر اساس حوزه استفاده، اشیاء فلزی فرقه‌ای را می‌توان به گروه‌هایی تقسیم کرد: به عنوان مثال، آنهایی که در برابر بیماری‌ها محافظت می‌کردند (آنها به‌طور معمول در خانه نگهداری می‌شدند)، دیگران - «ارواح شادی» - که در پاسخ به قربانی‌ها شانس می‌آوردند (آنها در معابد عمومی بودند). تنوع آثار فرقه‌ای و داستان‌های اساطیری روی پلاک‌ها، وجود اساطیر توسعه‌یافته از سازندگان سبک حیوانی را فرض می‌کند. سبک حیوانی پرم در آغاز هزاره اول میلادی در قلمرو جهان سکایی-سرماتی ظاهر شد و در آغاز هزاره دوم، در آستانه تهاجم مغول‌ها، ناپدید شد. آخرین آثار این تمدن را می‌توان در فرهنگ سنتی اوب-اوگریایی‌ها - خانتی‌ها و مانسی‌ها مشاهده کرد. ریخته‌گری اشیاء برای عبادت بیش از هزار سال وجود داشت و وحدت جهان بت‌پرست اورال و سیبری غربی را تضمین می‌کرد.

## ادبیات
- Enn Ernits (December 2001). "Eero Autio, KOTKAT, HIRVET, KARHUT: PERMILÄISTÄ PRONSSITAIDETTA (Eagles, deer, bears: Permian bronze casts)" (PDF) (Review). Vol. 18, 19. pp. 238–239. {{cite magazine}}: Cite magazine requires |magazine= (help)